# Rainer Schmidt (Tischtennisspieler)

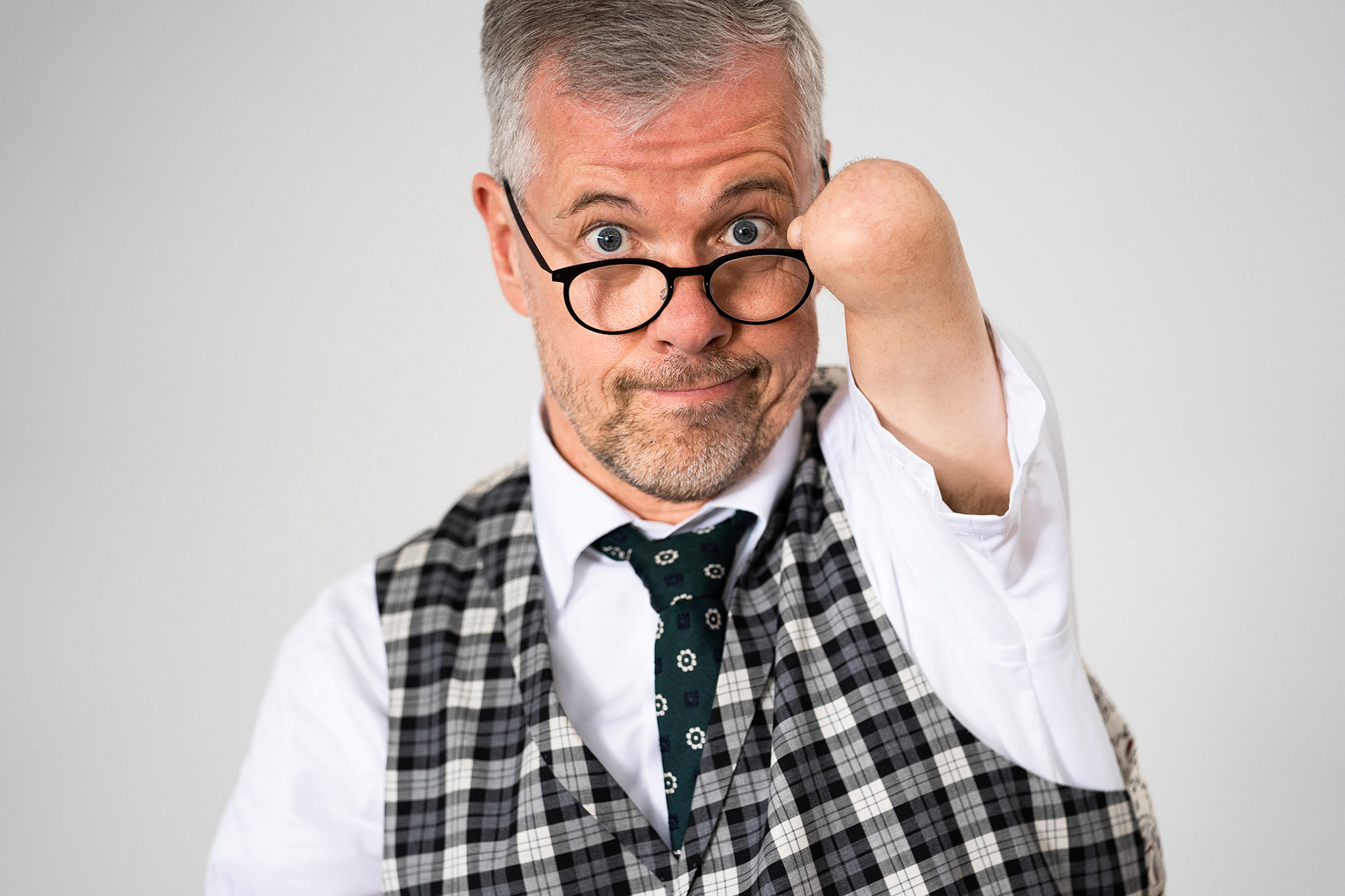
Rainer Schmidt, 2019

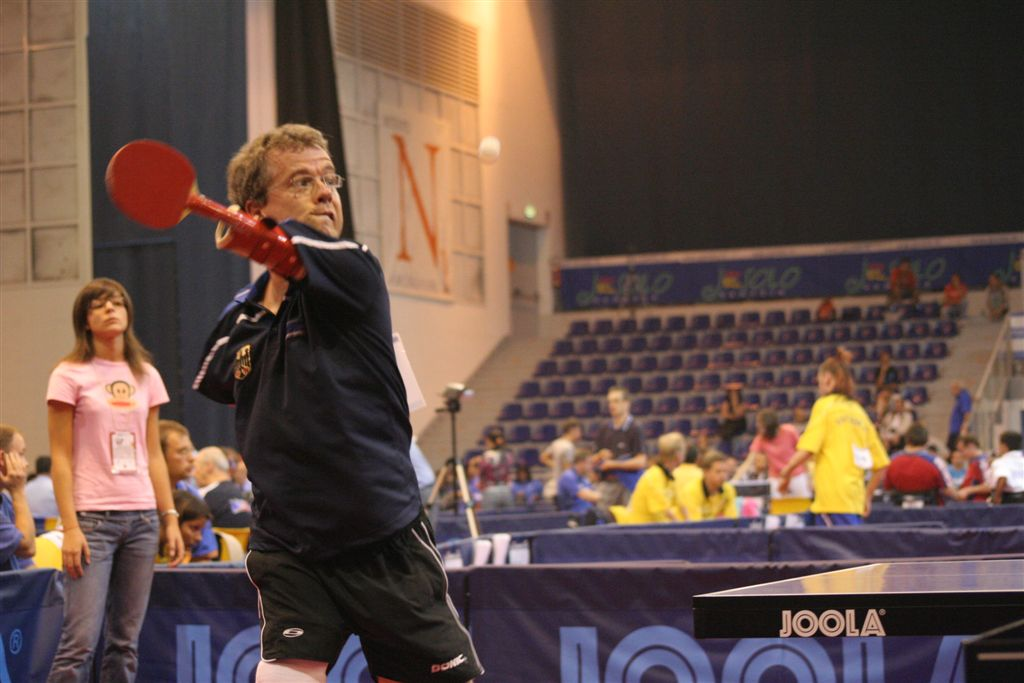
Rainer Schmidt während eines Tischtennisspiels

Rainer Schmidt (* 18. Februar 1965 in Gaderoth) ist seit April 2023 theologischer Vorstand der Diakonie Michaelshoven e. V. Der gelernte Verwaltungswirt und evangelische Theologe wurde als paralympischer Tischtennisspieler bekannt.
Von 2005 bis 2015 arbeitete er als Dozent am Pädagogisch-Theologischen Institut der Evangelischen Kirche im Rheinland im Arbeitsbereich Integrative Gemeindearbeit in Bonn. Von 2015 bis 2023 war er freiberuflich als Referent, Moderator, Fortbildner und Kabarettist tätig.
Von Geburt an fehlen Rainer Schmidt beide Unterarme, nur am linken Oberarm sitzt ein kleiner Daumenansatz. Auch sein rechtes Bein ist verkürzt, er trägt eine Orthoprothese. Die Ursache der Fehlbildungen war lange fraglich; während zunächst ein Amniotisches-Band-Syndrom vermutet wurde, geht Schmidt heute vom Femur-Fibula-Ulna-Syndrom als Ursache aus.

## Kabarettist
Seit 2013 tritt Rainer Schmidt als Kabarettist auf. Am 29. März 2014 war die Premiere seines ersten abendfüllenden Programms „Däumchen drehen“. Ein zweites Kabarettprogramm plant Schmidt aufgrund seiner beruflichen Veränderung nicht mehr.
Bei der Übertragung der Paralympics 2016 aus Rio de Janeiro war Rainer Schmidt fünf Mal in der ARD mit einer eigenen kabarettistischen Rubrik „Rainers Mundwerk“ zu erleben.

## Freiberuflicher Referent und Moderator
Als Freiberufler hält Rainer Schmidt Vorträge und leitet Seminare. Seine Themen: Mitarbeiterführung und Motivation, Inklusion in Schule und Gesellschaft, Konflikte und Kommunikation.
Seit 2010 moderiert er Veranstaltungen. Von der Gala bis zum Fachkongress reicht sein Portfolio. Seine Themenschwerpunkte sind Bildung, Sport und Soziales.

## Karriere als Tischtennisspieler

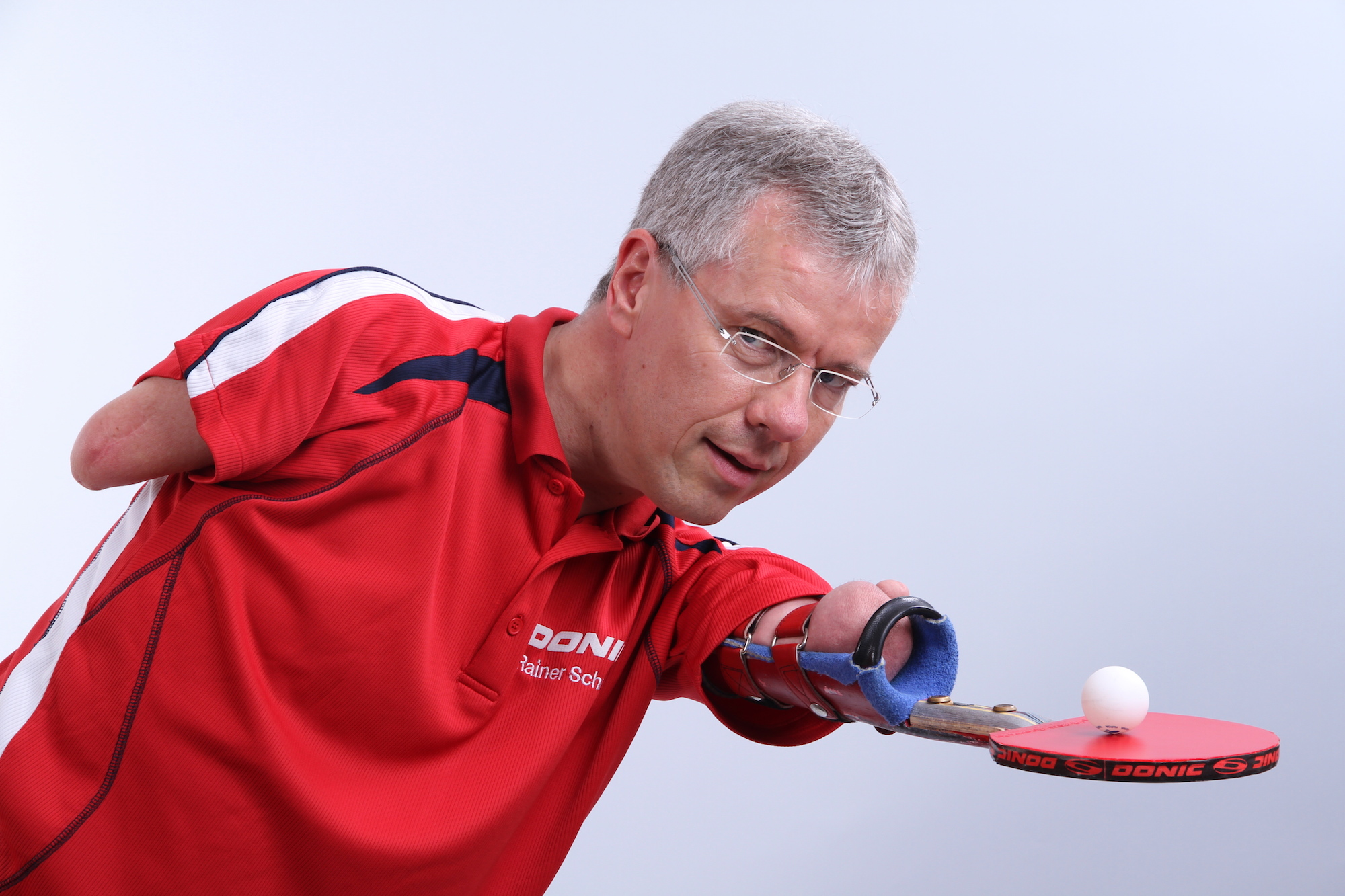
Schmidt mit Tischtennisschläger

Seine erste Begegnung mit dem Sport machte Rainer Schmidt während eines Urlaubes im österreichischen Tamsweg. Die Pension, in der seine Familie wohnte, besaß keine Beschäftigungsmöglichkeiten außer einer Tischtennisplatte. Seine Geschwister und andere Kinder spielten daher täglich Tischtennis. Schmidt versuchte auch mitzuspielen, doch er konnte den Tischtennisschläger aufgrund seiner kurzen Arme nicht festhalten. So saß er meisten neben der Platte und schaute den anderen beim Spielen zu. Ein weiterer Urlaubsgast bemerkte dies und kam auf die Idee, Rainer Schmidt den Tischtennisschläger mit Schaumstoff und Schnüren um den Arm zu binden. Damit konnte er nun endlich Tischtennis spielen. Das Prinzip dieser Konstruktion änderte sich bis heute nicht. Mit zwölf Jahren begann er in einem Tischtennisverein seiner oberbergischen Heimat zu spielen. 1983 wurde er in den A-Jugend-Kader des Deutschen Behindertensportverbands aufgenommen. Ende der 1990er Jahre trat er für den 1. TTC Köln-Stammheim 1970 e.V. an. Heute spielt Schmidt für den Kölner Verein TV-Dellbrück.

## Erfolge als Tischtennisspieler
- Zahlreicher Erfolge bei Deutschen Meisterschaften, darunter achtmal Gold im Doppel mit Thomas Kurfeß
- 1983 EM in Ingolstadt: Teilnahme
- 1984 Paralympics in New York: Teilnahme
- 1985 EM in den Niederlanden: Bronze im Einzel
- 1986 WM in Dijon (Frankreich): Gold in Einzel und Team
- 1987 EM in Stoke Mandeville (England): Bronze im Einzel; Gold im Team
- 1988 Paralympics in Seoul (Korea): Silber im Einzel; Gold im Team
- 1990 WM in Assen (Niederlande): Gold in Einzel und Team
- 1991 EM in Salou (Spanien): Silber im Einzel; Gold im Team
- 1992 Paralympics in Barcelona (Spanien): Gold im Einzel; Silber im Team
- 1995 EM in Dänemark: Silber im Einzel, Gold im Team
- 1996 Paralympics in Atlanta:Teilnahme
- 1997 EM in Stockholm (Schweden): Gold im Einzel; Gold im Team
- 1998 WM in Paris (Frankreich): Gold im Team
- 1999 EM in Piestany (Slowakei): 4. Platz im Einzel, Gold im Team
- TOP 12 Turnier in Antwerpen (Belgien): 1. Platz
- 2000 Paralympics in Sydney (Australien): Gold im Team; 4. Platz im Einzel
- 2001 EM in Frankfurt a.M: Gold im Team; Silber im Einzel
- 2002 WM in Taipeh (Taiwan): Gold im Team
- 2003 EM in Zagreb (Kroatien): Gold im Einzel; Gold im Team
- 2004 Paralympics in Athen: Silber im Einzel und Gold im Team
- 2005 EM in Jesolo (Italien): Bronze im Einzel und Silber im Team
- 2006 WM in Montreux (Schweiz): Silber im Einzel und Gold im Team
- 2007 EM in Kranjska Gora (Slowenien): Gold im Team

## Ehrungen
- 1998 Preis für Toleranz und Fairplay[5]
- 2004 Paralympics in Athen: Verleihung des Whang Youn Dai Achievement Award, den bei den Weltspielen der Behinderten der Athlet bekommt, der durch den Sport einen positiven Umgang mit seinem Handikap gefunden hat.
- Sportler des Jahres 2003 – im Rheinisch-Bergischen Kreis
- Sportler des Jahres 2004 – im Rheinisch-Bergischen Kreis
- „Players’ Player 2006“ – während der WM in Montreux wählten die Nationen die beeindruckendste Spielerpersönlichkeit
- 2007 Preis für Toleranz und Fairplay des Bundesinnenministers
- 2009 Goldenes Band der Sportpresse[6]
- 2011 Sportplakette des Landes Nordrhein-Westfalen für herausragende sportliche Leistungen
- 2011 Aufnahme in die Hall of Fame der ITTF (International Table Tennis Federation)
- 2014: Mainzer Ranzengardist[7]

## Publikationen
- Lieber Arm ab als arm dran. Was heißt hier eigentlich behindert? Gütersloher Verlagshaus, Gütersloh 2004, ISBN 978-3-579-06850-3.
- Spielend das Leben gewinnen. Was Menschen stark macht. Gütersloher Verlagshaus, Gütersloh 2008, ISBN 978-3-579-06472-7.
- Kleiner Knigge für Mitarbeitende der Verwaltung im Umgang mit außergewöhnlichen Menschen. Veröffentlicht vom Rheinisch-Bergischen Kreis, 2017.